# Olesicampe depressa
Olesicampe depressa là một loài tò vò trong họ Ichneumonidae.